# 彼得里科夫
彼得里科夫是白俄羅斯的城鎮，距離首府戈梅利290公里的普里皮亞季河左岸，距離莫濟里89公里，由戈梅利州負責管轄，2011年人口10,460。在第二次世界大戰期間，該鎮的猶太人被納粹德國殺絕。
52°08′N 28°30′E / 52.133°N 28.500°E